# Károly Eisenkrammer
Károly Róbert Eisenkrammer (* 4. Januar 1969 in Budapest) ist ein ehemaliger ungarischer Radrennfahrer und nationaler Meister im Radsport.

## Sportliche Laufbahn
Eisenkrammer war im Straßenradsport und im Bahnradsport aktiv. Er war Teilnehmer der Olympischen Sommerspiele 1992 in Barcelona. Im olympischen Straßenrennen kam er auf den 80. Rang. 1996 und 1998 wurde er Dritter der Ungarn-Rundfahrt. 1987 wurde er Dritter im Etappenrennen Mecsek-Cup.
Im Bahnradsport gewann er den nationalen Titel in der Einerverfolgung 1990 und 1991 vor Miklós Somogyi. 1992 und 1993 siegte er vor Tibor Valter. 1996 holte er den Titel erneut. Vize-Meister in dieser Disziplin wurde Eisenkrammer 1988.
Die Meisterschaft in der Mannschaftsverfolgung holte er 1988 bis 1993. 1989 wurde er Vize-Meister im Punktefahren und im Zweier-Mannschaftsfahren. Mehrfach startete er bei den UCI-Bahn-Weltmeisterschaften.